# Керисюрья
Ке́рисю́рья (карел. Kerisyrjä, фин. Kerisyrjä) — деревня в Питкярантском районе Республики Карелия. Входила в состав упразднённого в 2023 году Ляскельского сельского поселения.
Расположена вблизи автодороги Сортавала — Олонец.

## Население
| 2002 | 2009 | 2010 | 2013 |
| ---- | ---- | ---- | ---- |
| 114  | ↘101 | ↘72  | ↘58  |

## Улицы
- ул. Полевая
- ул. Центральная